# 中澤佑二
中澤 佑二（なかざわ ゆうじ、1978年2月25日 - ）は、埼玉県吉川市出身の元プロサッカー選手。現役時代のポジションはディフェンダー（センターバック）。元日本代表。
恵まれた体格と勝負強さを持ち味とし、日本代表でも長年中心選手として活躍しており、出場数は歴代4位の110試合を記録している。また、2010 FIFAワールドカップの開幕前までキャプテンを務めていた（開幕時より長谷部誠に変更）。Jリーグでは、2012年9月29日の大宮アルディージャ戦から、フィールドプレーヤーとしてはトップの199試合に連続出場。さらに2013年7月6日の大分トリニータ戦から2018年8月15日の名古屋グランパス戦まで178試合連続フル出場という記録を持つ。

## 来歴

### プロ入り前
サッカーを始めたのは小学校6年生とプロ選手の中では遅めだった。埼玉県立三郷工業技術高等学校はサッカーの名門校ではなかったために、卒業後Jリーグに売り込む価値を上げるべくブラジルへサッカー留学を計画する。ブラジルのサッカークラブ・アメリカFCに加入し、次第に練習試合などにも起用されるようになった。チームメイトにはジウベルト・シウバなどがいた。一年後にビザ更新の為日本に帰国したところクラブから必要書類が届かずブラジルでのプレーを断念した。
Jリーグの各クラブへ売り込みをかけたがどのクラブからも誘いは来ず、母校のサッカー部で在校生に混じって練習を続ける。1998年にヴェルディ川崎のユースチームとの練習試合で得点を挙げる活躍を見せ、これをきっかけに練習生契約での加入が決まる。練習生契約では給料は支払われず、必要費用をクラブに支払って練習に参加する。認められればプロと一緒に練習が出来るが、クラブからは交通費など金銭補助は一切無く自腹での練習参加の身となり、地元の埼玉県吉川市からヴェルディの練習場がある東京都稲城市まで（交通費は往復で約1800円）片道2時間かけて練習に参加していた。この時の待遇と経験は本人にとっても屈辱だったようで、プロの練習を横目に単調な反復の基礎体力練習に明け暮れ、練習に付き合ってくれたトレーナーと共に嘆息していた。

### ヴェルディ川崎 / 東京ヴェルディ1969
1999年からプロ契約がきまった。同年のシーズン、3月13日、第2節のセレッソ大阪戦で初先発初出場を果たし、レギュラーポジションを獲得、同年の4月10日、第6節の名古屋グランパスエイト戦でプロ初ゴールとなる決勝点を決めるなど、Jリーグ新人王に輝き、シドニー五輪をめざすトルシエ率いるU-23サッカー日本代表に招集され本大会にも出場した。

### 横浜マリノス / 横浜F・マリノス
2002年に横浜F・マリノスに移籍し、チーム初の2連覇（2003年、2004年）と3ステージ連続優勝（2003年1st、2ndステージ完全制覇、2004年1stステージ）。2004年度にはJリーグMVPを受賞した。2006年のオールスターゲームでは、当時の日本代表GK川口能活から直接フリーキックを決め、DFとして初めてMVPを受賞した。本人のインタビューによれば、直接フリーキックでのゴールは初めてとのこと。
2013年から3年連続リーグ戦全試合出場、2015年10月ヴィッセル神戸戦にてJ1通算500試合出場を達成した。
2017年5月27日、J1リーグ第13節の清水エスパルス戦に出場し、J1通算550試合出場の記録を達成した。6月25日、第16節のヴィッセル神戸戦で、フィールドプレーヤーでは阿部勇樹に並ぶ139試合連続、さらに17節の大宮アルディージャ戦でFP歴代1位となる140試合連続フル出場を果たした。
以前から「40歳になったら現役を退く」ことを度々表明していたが、2017年12月11日、チームとの契約更改終了後に、その方針通り翌2018年限りで引退する意向を改めて明らかにした。
2018年4月8日、第6節の川崎フロンターレ戦でシーズン初ゴールにしてシーズン唯一のゴールを決めた（現役最後のゴールとなった）。8月19日、第23節の鹿島アントラーズ戦で6年ぶりのベンチ外となり、フィールドプレイヤーでは最多となる2013年7月6日の大分トリニータ戦から続く連続フル出場記録を178試合でストップした。ベンチ外の理由は、アンジェ・ポステコグルー監督が中澤の疲労を考慮したため。その後、試合に出場することはなかったが、12月1日に行われた最終節のセレッソ大阪戦に約3ヶ月半ぶりに途中から試合に出場し、この試合キャプテンだった扇原貴宏からキャプテンマークを受け取りピッチに立った。
2019年1月8日、引退を発表。横浜FMからは、契約延長のオファーを受けていたが、左膝の怪我の影響もありメディアで度々公言していた通り40歳での引退となった。
同年10月24日に開催されたJリーグ理事会において同年開催のJリーグアウォーズでJリーグ功労選手賞の授与が決定した。

## 代表経歴
A代表を兼務するフィリップ・トルシエの下、U-23代表に選出され存在感を示すと、1999年9月8日に行なわれたイランとの親善試合でフル代表デビューを果たす。翌2000年に行なわれたAFCアジアカップ2000予選のシンガポール戦で代表初得点を含む2得点。その後はシドニーオリンピックではレギュラーとして活躍し、AFCアジアカップ2000でも3試合に出場して優勝に貢献するなど、代表の常連となる。しかし2001年に入って怪我でコンフェデ杯を欠場すると、回復後もスランプに陥り、同ポジションの松田直樹の控えに甘んじることが増える。それでも2002 FIFAワールドカップ本大会のメンバー入りは有力と思われていたが、メンバー発表前最後の試合であるアウェイのノルウェー戦にフル出場(同年唯一のAキャップ)するも0-3で敗れると、秋田豊のサプライズ選出に押し出され落選。
その後しばらくの間招集されることはなかったが、2003年にマリノスを年間優勝に導く活躍から代表へと復帰を果たす。復帰してからしばらくは控えであったものの、ジーコ監督が本格的に3バックを導入した頃からレギュラーとして出場することが増え、AFCアジアカップ2004ではグループステージのタイ戦で決勝点を含む2得点、バーレーンとの準決勝では敗戦の危機を救う同点ゴールを決めるなど、玉田圭司と並んでチームトップタイの3得点を記録する活躍で優勝の原動力となり、大会ベストイレブンに選出された。その後もレギュラーとして出場を続け、2006 FIFAワールドカップ本大会ではグループステージ全3試合にフル出場し、ブラジル戦では累積警告で出場停止になった宮本恒靖の代わりに主将を務めたが、決勝トーナメント進出はならなかった。
ワールドカップ終了後に日本代表から引退することを発表し、2006年内は代表戦に出場しなかったものの、2007年2月千葉県内で行われる日本代表候補合宿のオシムジャパン体制でメンバーに初選出され、代表復帰を果たした。以降は代表監督が岡田武史に交代してからも不動のレギュラーとして君臨し、キャプテンも約２年間務める。2010 FIFAワールドカップでは大会直前にチームの悪い流れを変える手段のひとつとしてキャプテン交代はあったものの、田中マルクス闘莉王とともに鉄壁のセンターバックのコンビを組んでグループステージ3試合とノックアウトステージ1試合に先発出場し、日本代表の2大会ぶりとなる16強入りの原動力となった。大会終了後に公表されたFIFAの技術研究グループが作成した報告書では、空中戦の強さと視野の広さがあると評されている。彩の国功労賞を受賞。
日本代表では守備だけでなくセットプレーにおける得点源としても活躍し、通算得点数17は日本代表におけるDF登録の選手では史上最多記録である。
代表通算110試合で僅か警告5回、退場0回と、激しいプレーながらラフなプレーはほとんど無く、カードを提示されることは非常に少なかった。

## プレースタイル・評価
身長187cmの恵まれた体格、相手選手との体のぶつけあいにも負けない強さ、ヘディングでのボールの取り合いの上手さを備えるディフェンダー。浦和でプレーしたマルシオ・パッソス・ジ・アルブケルケことエメルソンは、日本で最も苦戦を強いられた優れたDFとして名前を挙げた。
デンマークで発行されているワールドカップ専門雑誌『VM2010』において、1対1での守備力の高さや得点力を理由に、田中マルクス闘莉王と共に脅威的存在であると報道されている。
AFCアジアカップ2004では、主要な守備スタッツ7部門中5部門で日本代表1位を記録（サッカー解析システム「opta（オプタ）」より）。同大会MVPには選ばれなかったが、メディアなどからは中澤をMVPに推す声もあった。
2020年4月、イギリスメディアの選ぶ21世紀の日本代表ベスト11に選ばれた。

## 所属クラブ
ユース経歴
- 三輪野江小学校
- 1990年 - 1992年 吉川東中学校
- 1993年 - 1995年 埼玉県立三郷工業技術高等学校

プロ経歴
- 1996年 - 1997年  アメリカFC
- 1998年 - 2001年  ヴェルディ川崎 / 東京ヴェルディ1969
- 2002年 - 2018年  横浜マリノス / 横浜F・マリノス

## 個人成績
| 国内大会個人成績 | 国内大会個人成績 | 国内大会個人成績 | 国内大会個人成績 | 国内大会個人成績             | 国内大会個人成績 | 国内大会個人成績 | 国内大会個人成績 | 国内大会個人成績 | 国内大会個人成績 | 国内大会個人成績 | 国内大会個人成績 |
| 年度             | クラブ           | 背番号           | リーグ           | リーグ戦                     | リーグ戦         | リーグ杯         | リーグ杯         | オープン杯       | オープン杯       | 期間通算         | 期間通算         |
| 年度             | クラブ           | 背番号           | リーグ           | 出場                         | 得点             | 出場             | 得点             | 出場             | 得点             | 出場             | 得点             |
| ブラジル         | ブラジル         | ブラジル         | ブラジル         | リーグ戦                     | リーグ戦         | ブラジル杯       | ブラジル杯       | オープン杯       | オープン杯       | 期間通算         | 期間通算         |
| 日本             | 日本             | 日本             | 日本             | リーグ戦                     | リーグ戦         | リーグ杯         | リーグ杯         | 天皇杯           | 天皇杯           | 期間通算         | 期間通算         |
| ---------------- | ---------------- | ---------------- | ---------------- | ---------------------------- | ---------------- | ---------------- | ---------------- | ---------------- | ---------------- | ---------------- | ---------------- |
| 1999             | V川崎            | 22               | J1               | 28                           | 1                | 2                | 0                | 3                | 1                | 33               | 2                |
| 2000             | V川崎            | 22               | J1               | 29                           | 4                | 3                | 0                | 2                | 0                | 34               | 4                |
| 2001             | 東京V            | 22               | J1               | 26                           | 0                | 2                | 0                | 0                | 0                | 28               | 0                |
| 2002             | 横浜FM           | 38               | J1               | 27                           | 1                | 0                | 0                | 2                | 0                | 29               | 1                |
| 2003             | 横浜FM           | 22               | J1               | 29                           | 4                | 7                | 2                | 2                | 0                | 38               | 6                |
| 2004             | 横浜FM           | 22               | J1               | 27                           | 1                | 0                | 0                | 1                | 0                | 28               | 1                |
| 2005             | 横浜FM           | 22               | J1               | 27                           | 3                | 3                | 0                | 1                | 0                | 31               | 3                |
| 2006             | 横浜FM           | 22               | J1               | 23                           | 1                | 2                | 0                | 3                | 0                | 28               | 1                |
| 2007             | 横浜FM           | 22               | J1               | 32                           | 2                | 7                | 0                | 1                | 0                | 40               | 2                |
| 2008             | 横浜FM           | 22               | J1               | 33                           | 4                | 3                | 0                | 3                | 1                | 39               | 5                |
| 2009             | 横浜FM           | 22               | J1               | 32                           | 3                | 3                | 0                | 1                | 0                | 36               | 3                |
| 2010             | 横浜FM           | 22               | J1               | 22                           | 0                | 2                | 1                | 0                | 0                | 24               | 1                |
| 2011             | 横浜FM           | 22               | J1               | 33                           | 1                | 5                | 0                | 5                | 0                | 43               | 1                |
| 2012             | 横浜FM           | 22               | J1               | 33                           | 3                | 3                | 0                | 5                | 0                | 41               | 3                |
| 2013             | 横浜FM           | 22               | J1               | 34                           | 1                | 8                | 0                | 3                | 1                | 45               | 2                |
| 2014             | 横浜FM           | 22               | J1               | 34                           | 2                | 2                | 1                | 0                | 0                | 36               | 3                |
| 2015             | 横浜FM           | 22               | J1               | 34                           | 0                | 3                | 0                | 3                | 0                | 40               | 0                |
| 2016             | 横浜FM           | 22               | J1               | 34                           | 3                | 6                | 0                | 5                | 0                | 43               | 3                |
| 2017             | 横浜FM           | 22               | J1               | 34                           | 1                | 0                | 0                | 2                | 0                | 36               | 1                |
| 2018             | 横浜FM           | 22               | J1               | 22                           | 1                | 2                | 0                | 1                | 0                | 25               | 1                |
| 通算             | ブラジル         | ブラジル         |                  | \|\|\|\|\|\|\|\|\|\|\|\|\|\| |                  |                  |                  |                  |                  |                  |                  |
| 通算             | 日本             | 日本             | J1               | 593                          | 36               | 63               | 4                | 43               | 3                | 699              | 43               |
| 総通算           | 総通算           | 総通算           | 総通算           | \|\|\|\|\|\|\|\|\|\|\|\|\|\| |                  |                  |                  |                  |                  |                  |                  |

その他の公式戦
- 2004年
  - スーパーカップ 1試合0得点
  - Jリーグチャンピオンシップ 2試合0得点
- 2005年
  - スーパーカップ 1試合0得点
- 2014年
  - スーパーカップ 1試合0得点

| 国際大会個人成績 | 国際大会個人成績 | 国際大会個人成績 | 国際大会個人成績 | 国際大会個人成績 |
| 年度             | クラブ           | 背番号           | 出場             | 得点             |
| AFC              | AFC              | AFC              | ACL              | ACL              |
| ---------------- | ---------------- | ---------------- | ---------------- | ---------------- |
| 2004             | 横浜FM           | 22               | 2                | 0                |
| 2005             | 横浜FM           | 22               | 4                | 0                |
| 2014             | 横浜FM           | 22               | 5                | 0                |
| 通算             | AFC              | AFC              | 11               | 0                |

## 個人タイトル
- Jリーグ最優秀選手賞：1回（2004年）
- Jリーグ新人王（1999年）
- Jリーグベストイレブン：6回（1999年、2003年、2004年、2005年、2008年、2013年）
- Jリーグ功労選手賞：1回（2019年）
- AFC All Star Team：1回（1999年）
- 日本年間最優秀選手賞：1回（2004年）
- AFCアジアカップベストイレブン：1回（2004年）
- 東アジアサッカー選手権最優秀DF：1回（2008年）
- Jクロニクルベスト ベストイレブン（2013年）
- Jリーグフェアプレー個人賞：2回（2015年、2017年）
- J1リーグ・月間MVP：1回（2017年6月）
- J30ベストアウォーズ ベストイレブン：1回（2023年）

## 代表歴

### 出場大会
- 2000年 シドニーオリンピック
- 2000年 AFCアジアカップ2000
- 2004年 AFCアジアカップ2004
- 2006年 2006 FIFAワールドカップ・ドイツ大会
- 2007年 AFCアジアカップ2007
- 2010年 2010 FIFAワールドカップ・南アフリカ大会

### 試合数
- 国際Aマッチ 110試合 17得点（1999年 -2010年）

| 日本代表 | 国際Aマッチ | 国際Aマッチ |
| 年       | 出場        | 得点        |
| -------- | ----------- | ----------- |
| 1999     | 1           | 0           |
| 2000     | 6           | 2           |
| 2001     | 2           | 0           |
| 2002     | 1           | 0           |
| 2003     | 4           | 0           |
| 2004     | 15          | 5           |
| 2005     | 12          | 1           |
| 2006     | 12          | 1           |
| 2007     | 13          | 2           |
| 2008     | 16          | 4           |
| 2009     | 14          | 2           |
| 2010     | 14          | 0           |
| 通算     | 110         | 17          |

### 出場
| No.  | 開催日         | 開催都市             | スタジアム                         | 対戦相手                 | 結果        | 監督                 | 大会                             |
| ---- | -------------- | -------------------- | ---------------------------------- | ------------------------ | ----------- | -------------------- | -------------------------------- |
| 1.   | 1999年09月08日 | 神奈川県             | 横浜国際総合競技場                 | イラン                   | △1-1        | フィリップ・トルシエ | キリンチャレンジ                 |
| 2.   | 2000年02月13日 | マカオ               |                                    | シンガポール             | ○3-0        | フィリップ・トルシエ | アジアカップ予選                 |
| 3.   | 2000年02月16日 | マカオ               |                                    | ブルネイ                 | ○9-0        | フィリップ・トルシエ | アジアカップ予選                 |
| 4.   | 2000年02月20日 | マカオ               |                                    | マカオ                   | ○3-0        | フィリップ・トルシエ | アジアカップ予選                 |
| 5.   | 2000年10月17日 | サイダ               |                                    | ウズベキスタン           | ○8-1        | フィリップ・トルシエ | アジアカップ                     |
| 6.   | 2000年10月20日 | ベイルート           |                                    | カタール                 | △1-1        | フィリップ・トルシエ | アジアカップ                     |
| 7.   | 2000年10月24日 | ベイルート           |                                    | イラク                   | ○4-1        | フィリップ・トルシエ | アジアカップ                     |
| 8.   | 2001年03月24日 | サンドニ             |                                    | フランス                 | ●0-5        | フィリップ・トルシエ | 国際親善試合                     |
| 9.   | 2001年04月25日 | コルドバ             |                                    | スペイン                 | ●0-1        | フィリップ・トルシエ | 国際親善試合                     |
| 10.  | 2002年05月14日 | オスロ               |                                    | ノルウェー               | ●0-3        | フィリップ・トルシエ | 国際親善試合                     |
| 11.  | 2003年10月08日 | チュニス             |                                    | チュニジア               | ○1-0        | ジーコ               | 国際親善試合                     |
| 12.  | 2003年10月11日 | ブカレスト           |                                    | ルーマニア               | △1-1        | ジーコ               | 国際親善試合                     |
| 13.  | 2003年12月04日 | 東京都               | 国立霞ヶ丘競技場陸上競技場         | 中華人民共和国           | ○2-0        | ジーコ               | 東アジア選手権                   |
| 14.  | 2003年12月10日 | 神奈川県             | 横浜国際総合競技場                 | 韓国                     | △0-0        | ジーコ               | 東アジア選手権                   |
| 15.  | 2004年02月07日 | 茨城県               | 茨城県立カシマサッカースタジアム   | マレーシア               | ○4-0        | ジーコ               | キリンチャレンジカップ           |
| 16.  | 2004年05月30日 | マンチェスター       |                                    | アイスランド             | ○3-2        | ジーコ               | 国際親善試合                     |
| 17.  | 2004年06月01日 | マンチェスター       |                                    | イングランド             | △1-1        | ジーコ               | 国際親善試合                     |
| 18.  | 2004年06月09日 | 埼玉県               | 埼玉スタジアム2002                 | インド                   | ○7-0        | ジーコ               | ワールドカップ予選               |
| 19.  | 2004年07月09日 | 広島県               | 広島広域公園陸上競技場             | スロバキア               | ○3-1        | ジーコ               | キリンカップ                     |
| 20.  | 2004年07月13日 | 神奈川県             | 横浜国際総合競技場                 | セルビア・モンテネグロ   | ○1-0        | ジーコ               | キリンカップ                     |
| 21.  | 2004年07月20日 | 重慶                 |                                    | オマーン                 | ○1-0        | ジーコ               | アジアカップ                     |
| 22.  | 2004年07月24日 | 重慶                 |                                    | タイ                     | ○4-1        | ジーコ               | アジアカップ                     |
| 23.  | 2004年07月28日 | 重慶                 |                                    | イラン                   | △0-0        | ジーコ               | アジアカップ                     |
| 24.  | 2004年07月31日 | 重慶                 |                                    | ヨルダン                 | △1-1(PK4-3) | ジーコ               | アジアカップ                     |
| 25.  | 2004年08月03日 | 済南                 |                                    | バーレーン               | ○4-3(延長)  | ジーコ               | アジアカップ                     |
| 26.  | 2004年08月07日 | 北京                 |                                    | 中華人民共和国           | ○3-1        | ジーコ               | アジアカップ                     |
| 27.  | 2004年08月18日 | 静岡県               | 静岡県小笠山総合運動公園スタジアム | アルゼンチン             | ●1-2        | ジーコ               | キリンチャレンジカップ           |
| 28.  | 2004年09月08日 | コルカタ             |                                    | インド                   | ○4-0        | ジーコ               | ワールドカップ予選               |
| 29.  | 2004年10月13日 | マスカット           |                                    | オマーン                 | ○1-0        | ジーコ               | ワールドカップ予選               |
| 30.  | 2005年01月29日 | 神奈川県             | 横浜国際総合競技場                 | カザフスタン             | ○4-0        | ジーコ               | キリンチャレンジカップ           |
| 31.  | 2005年02月02日 | 埼玉県               | 埼玉スタジアム2002                 | シリア                   | ○3-0        | ジーコ               | キリンチャレンジカップ           |
| 32.  | 2005年02月09日 | 埼玉県               | 埼玉スタジアム2002                 | 北朝鮮                   | ○2-1        | ジーコ               | ワールドカップ予選               |
| 33.  | 2005年03月25日 | テヘラン             |                                    | イラン                   | ●1-2        | ジーコ               | ワールドカップ予選               |
| 34.  | 2005年03月30日 | 埼玉県               | 埼玉スタジアム2002                 | バーレーン               | ○1-0        | ジーコ               | ワールドカップ予選               |
| 35.  | 2005年06月03日 | マナマ               |                                    | バーレーン               | ○1-0        | ジーコ               | ワールドカップ予選               |
| 36.  | 2005年06月08日 | バンコク             |                                    | 北朝鮮                   | ○2-0        | ジーコ               | ワールドカップ予選               |
| 37.  | 2005年07月31日 | 大田                 |                                    | 北朝鮮                   | ●0-1        | ジーコ               | 東アジア選手権                   |
| 38.  | 2005年08月07日 | 大邱                 |                                    | 韓国                     | ○1-0        | ジーコ               | 東アジア選手権                   |
| 39.  | 2005年08月17日 | 神奈川県             | 横浜国際総合競技場                 | イラン                   | ○2-1        | ジーコ               | ワールドカップ予選               |
| 40.  | 2005年09月07日 | 宮城県               | 宮城スタジアム                     | ホンジュラス             | ○5-4        | ジーコ               | キリンチャレンジカップ           |
| 41.  | 2005年11月16日 | 東京都               | 国立霞ヶ丘競技場陸上競技場         | アンゴラ                 | ○1-0        | ジーコ               | キリンチャレンジカップ           |
| 42.  | 2006年02月10日 | サンフランシスコ     |                                    | アメリカ合衆国           | ●2-3        | ジーコ               | 国際親善試合                     |
| 43.  | 2006年02月18日 | 静岡県               | 静岡県小笠山総合運動公園スタジアム | フィンランド             | ○2-0        | ジーコ               | キリンチャレンジカップ           |
| 44.  | 2006年02月22日 | 神奈川県             | 横浜国際総合競技場                 | インド                   | ○6-0        | ジーコ               | アジアカップ予選                 |
| 45.  | 2006年02月28日 | ドルトムント         |                                    | ボスニア・ヘルツェゴビナ | △2-2        | ジーコ               | 国際親善試合                     |
| 46.  | 2006年03月30日 | 大分県               | 大分スポーツ公園総合競技場         | エクアドル               | ○1-0        | ジーコ               | キリンチャレンジカップ           |
| 47.  | 2006年05月09日 | 大阪府               | 長居陸上競技場                     | ブルガリア               | ●1-2        | ジーコ               | キリンカップ                     |
| 48.  | 2006年05月13日 | 埼玉県               | 埼玉スタジアム2002                 | スコットランド           | △0-0        | ジーコ               | キリンカップ                     |
| 49.  | 2006年05月30日 | レバークーゼン       |                                    | ドイツ                   | △2-2        | ジーコ               | 国際親善試合                     |
| 50.  | 2006年06月04日 | デュッセルドルフ     |                                    | マルタ                   | ○1-0        | ジーコ               | 国際親善試合                     |
| 51.  | 2006年06月12日 | カイザースラウテルン |                                    | オーストラリア           | ●1-3        | ジーコ               | ワールドカップ                   |
| 52.  | 2006年06月18日 | ニュルンベルク       |                                    | クロアチア               | △0-0        | ジーコ               | ワールドカップ                   |
| 53.  | 2006年06月22日 | ドルトムント         |                                    | ブラジル                 | ●1-4        | ジーコ               | ワールドカップ                   |
| 54.  | 2007年03月24日 | 神奈川県             | 横浜国際総合競技場                 | ペルー                   | ○2-0        | イビチャ・オシム     | キリンチャレンジカップ           |
| 55.  | 2007年06月01日 | 静岡県               | 静岡県小笠山総合運動公園スタジアム | モンテネグロ             | ○2-0        | イビチャ・オシム     | キリンカップ                     |
| 56.  | 2007年06月05日 | 埼玉県               | 埼玉スタジアム2002                 | コロンビア               | △0-0        | イビチャ・オシム     | キリンカップ                     |
| 57.  | 2007年07月09日 | ハノイ               |                                    | カタール                 | △1-1        | イビチャ・オシム     | アジアカップ                     |
| 58.  | 2007年07月13日 | ハノイ               |                                    | アラブ首長国連邦         | ○3-1        | イビチャ・オシム     | アジアカップ                     |
| 59.  | 2007年07月16日 | ハノイ               |                                    | ベトナム                 | ○4-1        | イビチャ・オシム     | アジアカップ                     |
| 60.  | 2007年07月21日 | ハノイ               |                                    | オーストラリア           | △1-1(PK4-3) | イビチャ・オシム     | アジアカップ                     |
| 61.  | 2007年07月25日 | ハノイ               |                                    | サウジアラビア           | ●2-3        | イビチャ・オシム     | アジアカップ                     |
| 62.  | 2007年07月28日 | パレンバン           |                                    | 韓国                     | △0-0(PK5-6) | イビチャ・オシム     | アジアカップ                     |
| 63.  | 2007年08月22日 | 大分県               | 大分スポーツ公園総合競技場         | カメルーン               | ○2-0        | イビチャ・オシム     | キリンチャレンジカップ           |
| 64.  | 2007年09月07日 | クラーゲンフルト     |                                    | オーストリア             | △0-0(PK3-4) | イビチャ・オシム     | 3大陸トーナメント                |
| 65.  | 2007年09月11日 | クラーゲンフルト     |                                    | スイス                   | ○4-3        | イビチャ・オシム     | 3大陸トーナメント                |
| 66.  | 2007年10月17日 | 大阪府               | 長居陸上競技場                     | エジプト                 | ○4-1        | イビチャ・オシム     | アジア・アフリカチャレンジカップ |
| 67.  | 2008年01月26日 | 東京都               | 国立霞ヶ丘競技場陸上競技場         | チリ                     | △0-0        | 岡田武史             | キリンチャレンジカップ           |
| 68.  | 2008年01月30日 | 東京都               | 国立霞ヶ丘競技場陸上競技場         | ボスニア・ヘルツェゴビナ | ○3-0        | 岡田武史             | キリンチャレンジカップ           |
| 69.  | 2008年02月06日 | 埼玉県               | 埼玉スタジアム2002                 | タイ                     | ○4-1        | 岡田武史             | ワールドカップ予選               |
| 70.  | 2008年02月17日 | 重慶                 |                                    | 北朝鮮                   | △1-1        | 岡田武史             | 東アジア選手権                   |
| 71.  | 2008年02月20日 | 重慶                 |                                    | 中華人民共和国           | ○1-0        | 岡田武史             | 東アジア選手権                   |
| 72.  | 2008年02月23日 | 重慶                 |                                    | 韓国                     | △1-1        | 岡田武史             | 東アジア選手権                   |
| 73.  | 2008年03月26日 | マナマ               |                                    | バーレーン               | ●0-1        | 岡田武史             | ワールドカップ予選               |
| 74.  | 2008年05月24日 | 愛知県               | 豊田スタジアム                     | コートジボワール         | ○1-0        | 岡田武史             | キリンカップ                     |
| 75.  | 2008年06月02日 | 神奈川県             | 横浜国際総合競技場                 | オマーン                 | ○3-0        | 岡田武史             | ワールドカップ予選               |
| 76.  | 2008年06月07日 | マスカット           |                                    | オマーン                 | △1-1        | 岡田武史             | ワールドカップ予選               |
| 77.  | 2008年06月14日 | バンコク             |                                    | タイ                     | ○3-0        | 岡田武史             | ワールドカップ予選               |
| 78.  | 2008年06月22日 | 埼玉県               | 埼玉スタジアム2002                 | バーレーン               | ○1-0        | 岡田武史             | ワールドカップ予選               |
| 79.  | 2008年08月20日 | 北海道               | 札幌ドーム                         | ウルグアイ               | ●1-3        | 岡田武史             | キリンチャレンジカップ           |
| 80.  | 2008年09月06日 | マナマ               |                                    | バーレーン               | ○3-2        | 岡田武史             | ワールドカップ予選               |
| 81.  | 2008年10月09日 | 新潟県               | 新潟スタジアム                     | アラブ首長国連邦         | △1-1        | 岡田武史             | キリンチャレンジカップ           |
| 82.  | 2008年10月15日 | 埼玉県               | 埼玉スタジアム2002                 | ウズベキスタン           | △1-1        | 岡田武史             | ワールドカップ予選               |
| 83.  | 2009年01月28日 | マナマ               |                                    | バーレーン               | ●0-1        | 岡田武史             | アジアカップ予選                 |
| 84.  | 2009年02月04日 | 東京都               | 国立霞ヶ丘競技場陸上競技場         | フィンランド             | ○5-1        | 岡田武史             | キリンチャレンジカップ           |
| 85.  | 2009年02月11日 | 神奈川県             | 横浜国際総合競技場                 | オーストラリア           | △0-0        | 岡田武史             | ワールドカップ予選               |
| 86.  | 2009年03月28日 | 埼玉県               | 埼玉スタジアム2002                 | バーレーン               | ○1-0        | 岡田武史             | ワールドカップ予選               |
| 87.  | 2009年05月27日 | 大阪府               | 長居陸上競技場                     | チリ                     | ○4-0        | 岡田武史             | キリンカップ                     |
| 88.  | 2009年05月31日 | 東京都               | 国立霞ヶ丘競技場陸上競技場         | ベルギー                 | ○4-0        | 岡田武史             | キリンカップ                     |
| 89.  | 2009年06月06日 | タシケント           |                                    | ウズベキスタン           | ○1-0        | 岡田武史             | ワールドカップ予選               |
| 90.  | 2009年06月10日 | 神奈川県             | 横浜国際総合競技場                 | カタール                 | △1-1        | 大木武（代行）       | ワールドカップ予選               |
| 91.  | 2009年09月05日 | エンスヘーデ         |                                    | オランダ                 | ●0-3        | 岡田武史             | 国際親善試合                     |
| 92.  | 2009年09月09日 | ユトレヒト           |                                    | ガーナ                   | ○4-3        | 岡田武史             | 国際親善試合                     |
| 93.  | 2009年10月08日 | 静岡県               | 静岡市清水日本平運動公園球技場     | 香港                     | ○6-0        | 岡田武史             | アジアカップ予選                 |
| 94.  | 2009年10月14日 | 宮城県               | 宮城スタジアム                     | トーゴ                   | ○5-0        | 岡田武史             | キリンチャレンジカップ           |
| 95.  | 2009年11月14日 | ポート・エリザベス   |                                    | 南アフリカ共和国         | △0-0        | 岡田武史             | 国際親善試合                     |
| 96.  | 2009年11月18日 | 香港                 |                                    | 香港                     | ○4-0        | 岡田武史             | アジアカップ予選                 |
| 97.  | 2010年02月02日 | 大分県               | 大分スポーツ公園総合競技場         | ベネズエラ               | △0-0        | 岡田武史             | キリンチャレンジカップ           |
| 98.  | 2010年02月06日 | 東京都               | 東京スタジアム                     | 中華人民共和国           | △0-0        | 岡田武史             | 東アジア選手権                   |
| 99.  | 2010年02月11日 | 東京都               | 国立霞ヶ丘競技場陸上競技場         | 香港                     | ○3-0        | 岡田武史             | 東アジア選手権                   |
| 100. | 2010年02月14日 | 東京都               | 国立霞ヶ丘競技場陸上競技場         | 韓国                     | ●1-3        | 岡田武史             | 東アジア選手権                   |
| 101. | 2010年03月03日 | 愛知県               | 豊田スタジアム                     | バーレーン               | ○2-0        | 岡田武史             | アジアカップ予選                 |
| 102. | 2010年04月07日 | 大阪府               | 長居陸上競技場                     | セルビア                 | ●0-3        | 岡田武史             | キリンチャレンジカップ           |
| 103. | 2010年05月24日 | 埼玉県               | 埼玉スタジアム2002                 | 韓国                     | ●0-2        | 岡田武史             | キリンチャレンジカップ           |
| 104. | 2010年05月30日 | グラーツ             |                                    | イングランド             | ●1-2        | 岡田武史             | 国際親善試合                     |
| 105. | 2010年06月04日 | シオン               |                                    | コートジボワール         | ●0-2        | 岡田武史             | 国際親善試合                     |
| 106. | 2010年06月14日 | ブルームフォンテーン |                                    | カメルーン               | ○1-0        | 岡田武史             | ワールドカップ                   |
| 107. | 2010年06月19日 | ダーバン             |                                    | オランダ                 | ●0-1        | 岡田武史             | ワールドカップ                   |
| 108. | 2010年06月24日 | ルステンブルク       |                                    | デンマーク               | ○3-1        | 岡田武史             | ワールドカップ                   |
| 109. | 2010年06月29日 | プレトリア           |                                    | パラグアイ               | △0-0(PK3-5) | 岡田武史             | ワールドカップ                   |
| 110. | 2010年09月04日 | 神奈川県             | 横浜国際総合競技場                 | パラグアイ               | ○1-0        | 原博実（代行）       | キリンチャレンジカップ           |

### ゴール
| #   | 開催年月日    | 開催地                           | 対戦国                   | 勝敗  | 試合概要                            |
| --- | ------------- | -------------------------------- | ------------------------ | ----- | ----------------------------------- |
| 1.  | 2000年2月13日 | マカオ                           | シンガポール             | ○ 3-0 | AFCアジアカップ2007 (予選)          |
| 2.  | 2000年2月13日 | マカオ                           | シンガポール             | ○ 3-0 | AFCアジアカップ2007 (予選)          |
| 3.  | 2004年6月9日  | 日本、埼玉                       | インド                   | ○ 7-0 | 2006 FIFAワールドカップ・アジア予選 |
| 4.  | 2004年6月9日  | 日本、埼玉                       | インド                   | ○ 7-0 | 2006 FIFAワールドカップ・アジア予選 |
| 5.  | 2004年7月24日 | 中国、重慶                       | タイ                     | ○ 4-1 | AFCアジアカップ2004                 |
| 6.  | 2004年7月24日 | 中国、重慶                       | タイ                     | ○ 4-1 | AFCアジアカップ2004                 |
| 7.  | 2004年8月3日  | 中国、済南                       | バーレーン               | ○ 4-3 | AFCアジアカップ2004                 |
| 8.  | 2005年8月7日  | 韓国、大邱                       | 韓国                     | ○ 1-0 | 東アジアサッカー選手権2005          |
| 9.  | 2006年2月10日 | アメリカ合衆国、サンフランシスコ | アメリカ合衆国           | ● 2-3 | 国際親善試合                        |
| 10. | 2007年6月1日  | 日本、袋井                       | モンテネグロ             | ○ 2-0 | キリンカップサッカー2007            |
| 11. | 2007年7月25日 | ベトナム、ハノイ                 | サウジアラビア           | ● 2-3 | AFCアジアカップ2007                 |
| 12. | 2008年1月30日 | 日本、埼玉                       | ボスニア・ヘルツェゴビナ | ○ 3-0 | キリンチャレンジカップ2008          |
| 13. | 2008年2月6日  | 日本、横浜                       | タイ                     | ○ 4-1 | 2010 FIFAワールドカップ・アジア予選 |
| 14. | 2008年6月2日  | 日本、東京                       | オマーン                 | ○ 3-0 | 2010 FIFAワールドカップ・アジア予選 |
| 15. | 2008年6月14日 | タイ、バンコク                   | タイ                     | ○ 3-0 | 2010 FIFAワールドカップ・アジア予選 |
| 16. | 2009年2月4日  | 日本、東京                       | フィンランド             | ○ 5-1 | キリンチャレンジカップ2009          |
| 17. | 2009年10月8日 | 日本、静岡                       | 香港                     | ○ 6-0 | AFCアジアカップ2011 (予選)          |

## エピソード
- 中澤の代名詞とも言える「ボンバーヘッド」は、元々は若手時代の髪型であるアフロヘアーに由来するが[23]、空中戦での強さ（特にヘディング）を示す意味もある[24]。なお30代になってからは毛根を気にしてアフロをやめた[25]。2009年からは自身のユニフォームの背中部分に入れる名前も「BOMBER」にしている[26]。
- 週刊ヤングマガジンに『中澤佑二物語』（塀内夏子原作）という漫画が不定期連載され、2009年に講談社より単行本化された。中澤のブラジル時代からのエピソードが描かれている。単行本化に際し受けたインタビューでは「本屋で見つけたら目立つように並べ替えたいくらいです」と語り、喜びを表した[27]。
- 2010年6月11日に放送されたアニメ「クレヨンしんちゃん」にサッカー仙人役で出演し、声優デビューを果たした[28]。
- 雑誌Athlete Safariが主催する『Athlete Dresser Award』で第1回、第2回と2年連続で、お洒落なアスリートとして表彰されている[29]。
- 2017年4月には、ITベンチャーのCLIMB Factory（クライムファクトリー）のスーパーバイザーに就任。同社が運営するスポーツ選手の健康管理用クラウドサービスの開発に参画し、自身のサッカースクールでの実証実験などを行うとしている[30]。
- 同学年でもある安室奈美恵の大ファン。ライブにも何度も足を運んだこともあり、まだ安室が『ポンキッキーズ』に出演していた1990年代からのファンで、ファン歴は20年を超える[31]。2017年9月に安室が翌年限りの引退を発表した際には、非常にショックを受けた様子を自身のブログに投稿した[32]。また、中澤は連続試合出場を特徴とした選手でもあるが、安室が精力的にライブ活動を行う姿勢を手本としていると語っている。

## 関連情報

### 出演CM
- 明治乳業明治エッセルスーパーカップ（2000年）
- コナミスポーツ（2001年）
- 興和 バンテリン（2000年）、バンテリンエアロゲル（2005年）
- 厚生労働省 労働契約法（2008年）
- オークリー（2009年〜）
- ゆうちょ銀行（2009年〜）
  - 約束の2010
- ウォルト・ディズニー・ジャパン トイストーリー3（2010年）
- メットライフ生命保険　スマートナビ（2010年〜）
- 正友地所 THE WANGAN TOWER（2010年〜）
- SEIKO SEIKOブライツアナンタ（2010年〜）
- オークローンマーケティング　スレンダートーンエボリューション（2011年〜）
- JUCOLA クエン酸POWER&ナンコツPOWER（2013年〜）
- ヤマザキビスケット 「YBCルヴァンカップ」（2021年）

### 吹き替え
- スペース・プレイヤーズ（2021年） - クロノス 役〈デイミアン・リラード〉[33]

### テレビ番組
- ヒルナンデス!（日本テレビ、2023年7月5日 - ） - 7月・8月水曜シーズンレギュラー
- サッカーの園～究極のワンプレー～　(NHK BS1)　準レギュラー
- 中澤裕二のラ・ラ・ラ ラクロス（tvk、2021年 - ）
- 芸能人格付けチェック(ABCテレビ)(2021年3月30日、2022年3月22日)

### その他
- JAグループ「みんなのよい食プロジェクト 毎朝「飲む」ベジ活」（2020年）

### 著書
- 『自分を動かす言葉』ベストセラーズ、2013年。ISBN 9784584123928。
- 『下手くそ』ダイヤモンド社、2014年。ISBN 9784478026816。

### 関連書籍
- 佐藤岳『中澤佑二 不屈』文藝春秋、2010年。ISBN 9784163718804。